# Tōzaburō Ono
Fujisaburō Ono (小野 藤三郎 Ono Fujisaburō?, Osaka, 27 de julio de 1903 – Osaka, 8 de octubre de 1996), más conocido como Tōzaburō Ono (小野 十三郎 Ono Tōzaburō?), fue un poeta y anarquista japonés conocido por su crítica de la poesía lírica y como defensor de poemas largos y racionales.

## Biografía
Fujisaburō nació el 27 de julio de 1903 en el seno de una familia adinerada en Naniwa-ku, Osaka. Aunque pasó gran parte de su infancia en Nara, vivió la época del descontento obrero durante sus años de escuela secundaria. Se matriculó en la Universidad de Tokio y se trasladó a Tokio, pero pronto abandonó sus estudios.
Estableció una conexión con la revista anarquista Aka to Kuro («Rojo y Negro»), publicando su primer artículo bajo el seudónimo de Tōzaburō en el último número de la revista en 1924. Ese mismo año fundó su propia revista anarquista y dadaísta, Dam-Dam, pero sólo publicó un número antes de cesar. En 1926, autopublicó su primer libro de poemas, Hanbun Hiraita Mado («Una ventana entreabierta») y se casó al año siguiente. En 1930, él y otro poeta anarquista, Kiyoshi Akiyama, fundaron otra revista, Dando («Trayectoria»), pero nuevamente sólo funcionó por un corto periodo de tiempo.
Regresó a Osaka en 1933 y publicó obras como Furuki Sekai no ue ni («Por encima del Viejo Mundo»), Osaka, Shiron («Ensayos sobre poesía»), Juyu Fuji («Fuji de petróleo pesado»), la mayoría de las cuales se ambientan en la industria local y urbana de Osaka. Sufrió la represión del gobierno japonés contra los anarquistas en 1935 y estuvo detenido durante 40 días. A partir de entonces se volcó cada vez más hacia el realismo socialista en sus escritos, con una fuerte crítica a la poesía lírica que carecía de espíritu crítico y defensora de poemas largos y racionales, que se convirtieron en parte de la cultura de la región de Kansai.
Recibió una serie de premios uno tras otro, incluido el Premio de Cultura de la Prefectura de Osaka, el Premio de Cultura Ciudadana de Osaka y el vigésimo sexto Premio Yomiuri. En diciembre de 1988, murió su esposa y él falleció el 8 de octubre de 1996, en Osaka.